# Acheilognathus tonkinensis
Acheilognathus tonkinensis là một loài cá nước ngọt thuộc họ Cá chép. 